# فرناندو پراس
فرناندو پراس (به پرتغالی: Fernando Büttenbender Prass) دروازه‌بان اهل برزیل است که در شهر پورتو الگره و در تاریخ ۹ ژوئیهٔ ۱۹۷۸ به دنیا آمده‌است.
فرناندو پراس در تیم‌های فوتبال Grêmio سابقهٔ حضور دارد.